# Parròquia de Sant Antoni de Pàdua
La parròquia de Sant Antoni de Pàdua és un temple catòlic del barri de Llefià de Badalona.

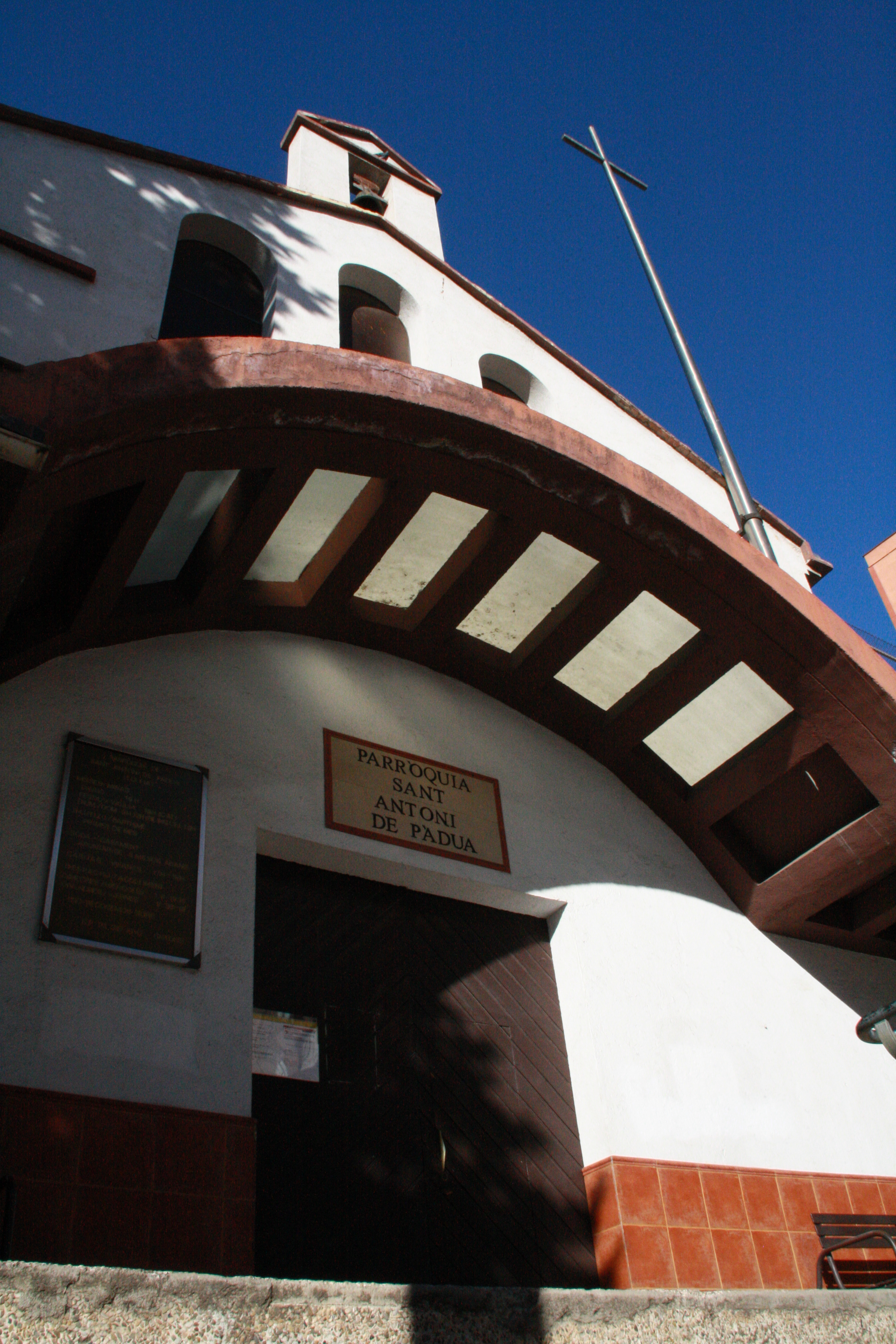
Detall de la porta principal

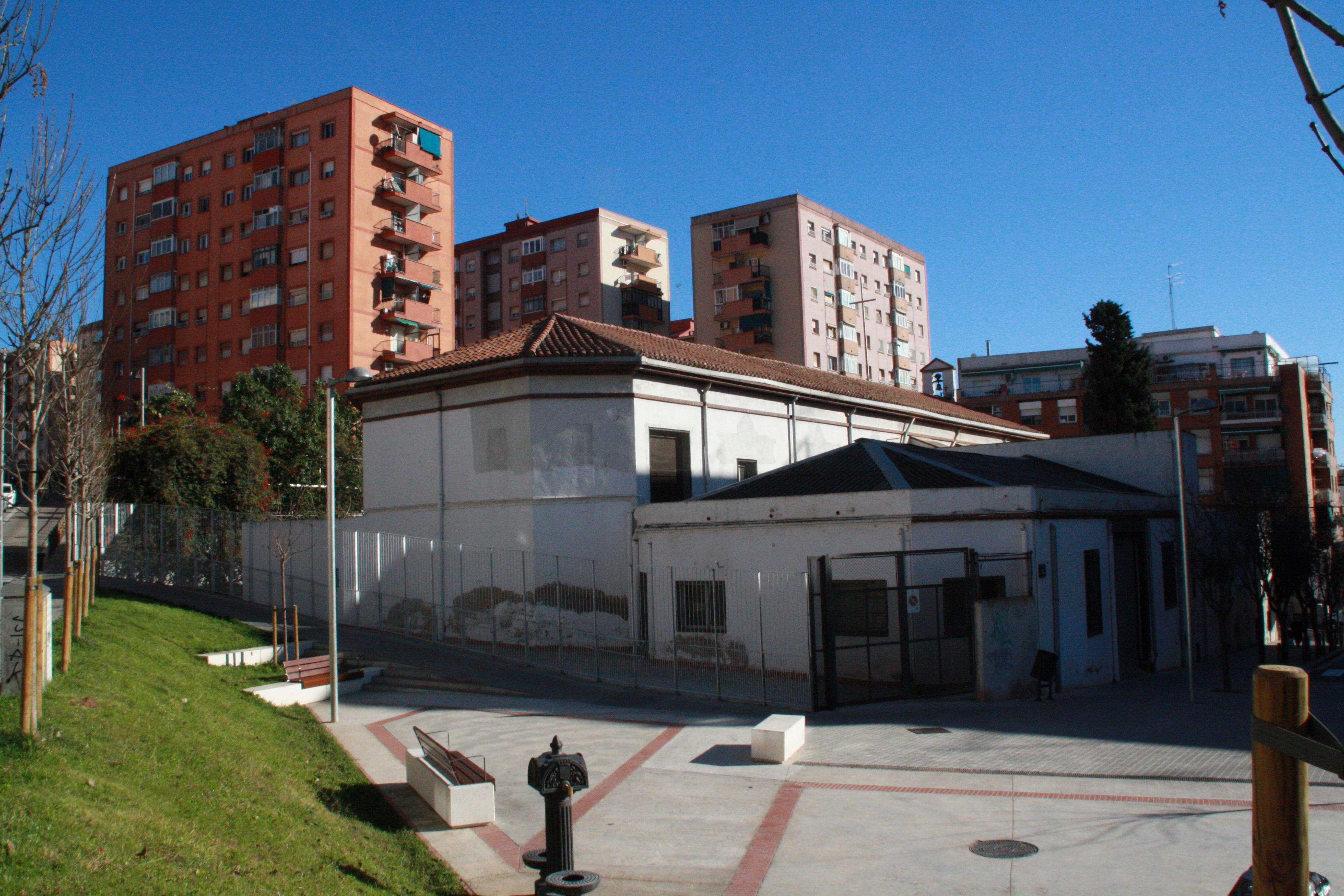
Part posterior, des de la plaça d'Azorín

El 1917 la parròquia de Sant Adrià de Besòs va comprar uns terrenys dins de la seva demarcació per fer un cementiri, actualment aquests terrenys estan dins del barri de Llefià de Badalona. La iniciativa no va prosperar a causa de l'oposició dels veïns de la zona que no volien un cementiri al costat de casa seva, els terratinents de les llavors anomenades urbanitzacions van fer pressió a les autoritats eclesiàstiques i polítique i al final van reeixir a fer retirar el projecte. Els terrenys formaven un rectangle que actualment comprèn la zona entre els carrers Ronda Sant Antoni de Llefià, Pérez Galdós i Maria Ward. El 1934 s'hi va celebrar la primera missa, amb l'ajut del rector de Sant Adrià de Besòs i la família Escaribill que en un garatge de la seva propietat al carrer Lourdes van muntar un altar per a la primera missa oficial del barri. Des d'ençà aleshores es va formar una junta de veïns per desenvolupar-hi una capella.
Uns veïns del barri que eren a l'atur la van construir i el 15 d'agost de 1935 s'hi va celebrar la primera missa. El 1936 al començament de la guerra civil, hi va haver un intent de cremar la capella però gràcies als veïns es van poder salvar les imatges i la majoria del temple a partir d'allà la capella va servir com a magatzem, presó i teatre.
En la dècada dels 50 diverses famílies de veïns comencen a viure a la capella, el 29 d'abril de 1961 l'arquebisbat estableix canònicament la capella com a parròquia el 13 de juny de 1961 i mossèn Joan Carrera i Planas és nomenat primer rector de la parròquia, el 24 de setembre de 1961 s'ofereix la primera missa oficial com a parròquia a partir d'allà comencen diverses activitats.
L'1 de gener de 1962 es beneïx el nou sagrari i el 25 de desembre s'inaugura la nova campana, el 15 de desembre de 1963 es beneeix la nueva ampliació de la parròquia la nova imatge del crist i la rectoria.
El 13 de juny de 1963 el dispensari comencen les seves activitats.